# Забрідь (зупинний пункт)
Забрі́дь — пасажирський залізничний зупинний пункт Ужгородської дирекції Львівської залізниці.
Розташований у селі Забрідь, Великоберезнянський район Закарпатської області на лінії Самбір — Чоп між станціями Соля (7 км) та Великий Березний (4 км).
Станом на травень 2019 року щодня чотири пари електропотягів прямують за напрямком Сянки — Мукачево.